# رالی شیلی ۲۰۲۴
رالی شیلی ۲۰۲۴ (همچنین با عنوان رالی شیلی بیو بیو ۲۰۲۴ شناخته می‌شود) یک رویداد اتومبیل رانی برای خودروهای رالی بود که طی چهار روز از ۲۶ تا ۲۹ سپتامبر ۲۰۲۴ در کشور شیلی برگزار شد. این رالی سومین دوره مسابقات رالی شیلی بود و یازدهمین دور از مسابقات رالی قهرمانی جهان ۲۰۲۴، مسابقات رالی قهرمانی جهان ۲ و مسابقات رالی قهرمانی جهان بود. این رویداد در کنسپسیون، شیلی، منطقه بیوبیو در شانزده مرحله ویژه برگزار شد که مجموع مسافت رقابتی ۳۰۷٫۴۸ کیلومتر (۱۹۱٫۰۶ مایل) را پوشش داد.
اوت تاناک و مارتین جرووجا برندگان رالی شیلی ۲۰۲۳ رالی بودند. همچنین تیمی که آنها در سال ۲۰۲۳ حضور پیدا کردن، برنده سازندگان بود. اولیور سولبرگ و الیوت ادمونسن برندگان رالی در کلاس رالی ۲ بودند. ادواردو کاسترو و فرناندو موسانو مدافعان برد در کلاس رالی ۳ بودند.

### لیست ورودی
| شماره. | راننده           | نقشه خوان      | تیم                               | خودرو                   | واجد شرایط بودن           | تایر |
| ------ | ---------------- | -------------- | --------------------------------- | ----------------------- | ------------------------- | ---- |
| 4      | اساپکا لاپی      | یان فرم        | هیوندای شل موبیلز دبلیوآرتی       | هیوندای آی۲۰ ان رالی۱   | راننده، نقشه خوان، سازنده | P    |
| 5      | سامی پاجاری      | Enni Mälkönen  | تیم رالی جهانی تویوتا گازو ریسینگ | تویوتا جی‌ار یاریس رالی۱ | راننده، نقشه خوان         | P    |
| 8      | اوت تاناک        | مارتین جرووجا  | هیوندای شل موبیلز دبلیوآرتی       | هیوندای آی۲۰ ان رالی۱   | راننده، نقشه خوان، سازنده | P    |
| 11     | تیری نوویل       | مارتین ویدایگه | هیوندای شل موبیلز دبلیوآرتی       | هیوندای آی۲۰ ان رالی۱   | راننده، نقشه خوان، سازنده | P    |
| 13     | گریگوری مونستر   | لویی لوکا      | تیم رالی جهانی ام-اسپورت          | فورد پوما رالی۱         | راننده، نقشه خوان، سازنده | P    |
| 16     | آدرین فورمو      | الکساندر کوریا | تیم رالی جهانی ام-اسپورت          | فورد پوما رالی۱         | راننده، نقشه خوان، سازنده | P    |
| 17     | سباستین اوژیه    | وینسنت لندی    | تیم رالی جهانی تویوتا گازو ریسینگ | تویوتا جی‌ار یاریس رالی۱ | راننده، نقشه خوان، سازنده | P    |
| 18     | تاکاموتو کاتسوتا | آرون جانستن    | تیم رالی جهانی تویوتا گازو ریسینگ | تویوتا جی‌ار یاریس رالی۱ | راننده، نقشه خوان         | —    |
| 22     | مارتین سسکس      | Renārs Francis | تیم رالی جهانی ام-اسپورت          | فورد پوما رالی۱         | راننده، نقشه خوان         | P    |
| 33     | الفین ایوانز     | اسکات مارتین   | تیم رالی جهانی تویوتا گازو ریسینگ | تویوتا جی‌ار یاریس رالی۱ | راننده، نقشه خوان، سازنده | P    |
| 69     | کاله رووانپرا    | یون هالتونن    | تیم رالی جهانی تویوتا گازو ریسینگ | تویوتا جی‌ار یاریس رالی۱ | راننده، نقشه خوان، سازنده | P    |

## جدول رده‌بندی قهرمانی
| 1 |  | تیری نوویل    | 207 |  | مارتین ویدایگه | 207 |  | هیوندای شل موبیلز دبلیوآرتی       | 482 |
| 2 |  | اوت تاناک     | 178 |  | مارتین جرووجا  | 178 |  | تیم رالی جهانی تویوتا گازو ریسینگ | 465 |
| 3 |  | سباستین اوژیه | 166 |  | وینسنت لندی    | 166 |  | تیم رالی جهانی ام-اسپورت          | 245 |
| 4 |  | الفین ایوانز  | 161 |  | اسکات مارتین   | 161 |  |                                   |     |
| 5 |  | آدرین فورمو   | 140 |  | الکساندر کوریا | 140 |  |                                   |     |